# Törmäslompolo (sjö i Övertorneå, Lappland)
Törmäslompolo är en sjö i kommunen Övertorneå i landskapet Lappland i Finland. Arean är 46 hektar och strandlinjen är 3,02 kilometer lång. Sjön  ingår i Torne älvs huvudavrinningsområde.   Den ligger omkring 72 kilometer väster om Rovaniemi och omkring 700 kilometer norr om Helsingfors. 